# Alois Negrelli
Alois Negrelli, rytíř z Moldelbe (německy Alois Negrelli, Ritter von Moldelbe, italsky Luigi Negrelli, Cavaliere di Moldelba, 23. ledna 1799 Fiera di Primiero – 1. října 1858 Vídeň) byl význačný rakouský dopravní inženýr, průkopník výstavby železnic.

## Život
Narodil se v italskojazyčné oblasti jižních Tyrol (tehdy Rakouské arcivévodství, dnes Itálie). Stavěl horské silnice a železniční trati ve Švýcarsku (první švýcarskou dráhu Curych–Baden) a v Rakouském císařství. Nejprve byl jmenován generálním inspektorem Severní dráhy císaře Ferdinanda stavěné z Vídně přes Olomouc do Haliče, Později byl pověřen stavbou dráhy z Vídně do Prahy a Děčína. Později vedl rekonstrukce silnic, mostů a tratí poničených v důsledku nepokojů v severní Itálii.
Věnoval se rovněž projektům vodních děl (regulace Rýna) a vypracoval plán pro výstavbu Suezského kanálu.
Za své zásluhy byl 20. října 1850 povýšen do šlechtického stavu a získal titul rytíř Negrelli z Moldelbe (Ritter Negrelli von Moldelbe).
Jeho bratr Nicola Negrelli (1801–1890) byl římskokatolickým duchovním, knihovníkem a politikem. V 2. polovině 19. století působil jako poslanec Říšské rady a Tyrolského zemského sněmu.

## Dílo
K jeho dílům patří například:

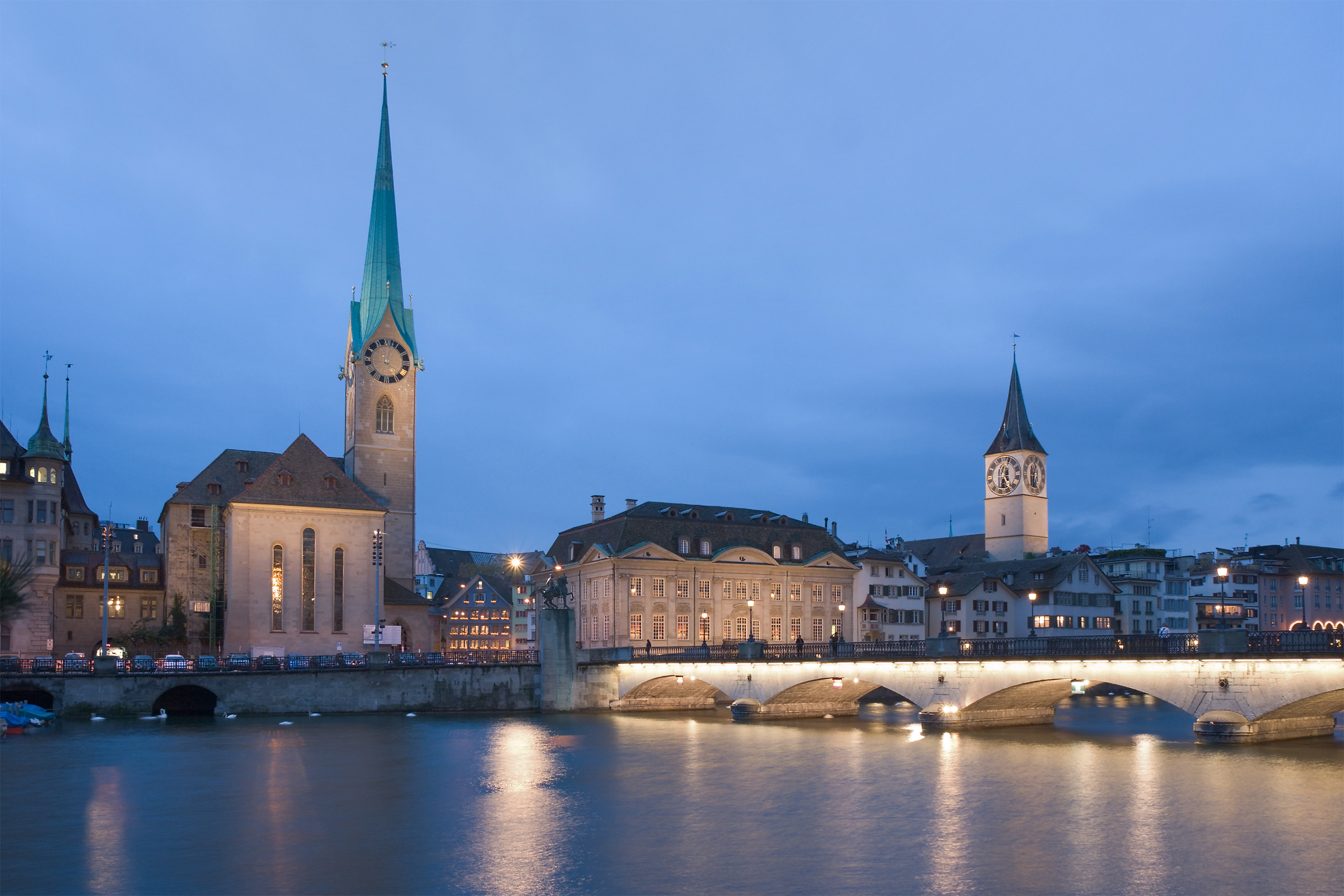
Münsterbrücke ve švýcarském Curychu

- Münsterbrücke v Curychu (1836–1838)
- Nydeckbrücke v Bernu (1840–1844) s klenbou o rozpětí 44 m
- Negrelliho viadukt v Praze (1845–1850)
- Kamenný most přes řeku Adiže ve Veroně (1850–1852)

## Zajímavosti
Na jeho počest se jmenuje vlak EC 178/179 „Alois Negrelli“ jezdící k roku 2015 na trase (Warnemünde - Rostock Hbf. -) Berlin Hbf. – Dresden Hbf. – Praha hl.n. a zpět pod soupravou z vozů Českých drah.